# Jean-Baptiste Chavoix (1805-1881)
Pour les articles homonymes, voir Chavoix.
Jean-Baptiste Chavoix est un homme politique français né le 26 août 1805 à Excideuil (Dordogne) et mort le 16 septembre 1881 à Excideuil.

## Biographie
Docteur en médecine en 1827, il est un opposant à la Restauration et à la Monarchie de Juillet. Maire d'Excideuil en 1830, il est conseiller d'arrondissement en 1836 et conseiller général en 1839. Destitué de ses fonctions de maire en 1846, il est réintégré en 1848 et devient commissaire du gouvernement en Dordogne. Il est député de la Dordogne de 1848 à 1851, siégeant à gauche. S'étant battu en duel au pistolet avec un de ses collègues, qui est tué dans le duel, il est traduit en justice et acquitté. Expulsé après le coup d'État du 2 décembre 1851, il ne rentre en France qu'en 1859. Il est de nouveau député de la Dordogne de 1878 à 1881. Il est le père d'Henri François Chavoix.

## Sources
- « Jean-Baptiste Chavoix (1805-1881) », dans Adolphe Robert et Gaston Cougny, Dictionnaire des parlementaires français, Edgar Bourloton, 1889-1891 [détail de l’édition]